# Mike Gravel
Maurice Robert (Mike) Gravel (Springfield, 13 mei 1930 – Seaside, 26 juni 2021) was een Amerikaans politicus van de Democratische Partij en na 2008 van de Libertarische Partij. Hij was senator voor Alaska van 1969 tot 1981.
Gravel werd bekend door het publiek maken van de Pentagon Papers door 4100 pagina's van deze documenten op te nemen in de verslagen van zijn Senaatssubcommissie voor Buildings and Grounds in 1971.
Gravel was een kandidaat voor de Democratische nominatie bij de Amerikaanse presidentsverkiezingen 2008. In maart 2008 veranderde hij van partij, en zocht hij de nominatie van de Libertarische Partij. Hierbij werd hij tijdens de conventie in de vierde ronde verslagen. In 2020 was hij wederom kandidaat voor de Democratische nominatie bij de presidentsverkiezingen. Op 6 augustus stapte hij uit de race.
Gravel overleed in juni 2021 op 91-jarige leeftijd.